# Церква Покрови Пресвятої Богородиці (Городечна)
Церква Покрови Пресвятої Богородиці (біл. Царква́ По́крыву Найсьвяце́йшай Багаро́дзіцы) — чинна церква у Городечні Брестської єпархії, збудована на пам'ять про битву між російськими та наполеонівськими військами у 1812 році. Пам'ятка архітектури з елементами класицизму.

## Історія
На зустрічах та в листуванні з городенським губернатором генерал Тормасов неодноразово виказував думки про необхідність вшанування пам'яті Городечанської битви, що закінчилася поразкою Російської імперії. Фундатором будівлі став власник Городечни і Пленти Брунан Пусловський, у минулому маршалок Слонімського повіту, а будівельником — поміщик Шемет. Збудована греко-католицька церква була відкрита на свято Покрови 1825 року та отримала назву Святопокровської. Пізніше церква переходила то до католиків, то православних, то назад до греко-католиків. Після скасування унії в 1839 році в церкві був встановлений іконостас, а після придушення повстання 1863 року вона була остаточно передана православним.
6 лютого 1963 року Рада з питань Російської православної церкви при Раді міністрів СРСР ухвалила рішення про ліквідацію приходу у селі Городечна. У будинку церкви деякий час розміщувалося колгоспне зерносховище та шкільна спортивна зала. Поступово у церкві проржавів дах, вхідна арка та кам'яна огорожа були розібраними, сам будинок перебував у повному занедбані.
У 1990 році церкву повернули православним. До того часу вона практично перебувала без даху, а з чотирьох кам'яних стовпів, які підпирали склепіння, залишився лише один. Завдяки старанням уродженця цих місць Леоніда Нестерчука і за підтримки громадських та місцевих органів влади почалася реставрація храму. Завдяки тому, що збереглися історичні документи, храм був відновлений у первісному вигляді. Проект відновлення виконав архітектор з Берестя Григорій Будько, реставраційні роботи виконала бригада з Волині.
12 жовтня 1991 року на свято Покрови Богородиці церкву освятив єпископ Брестський та Кобринський Костянтин.

## Архітектура
Будівля прямокутна у плані, над входом знаходиться вежа-дзвіниця. Основний тринефовий об'єм накритий дахом, в центрі якого восьмигранний світловий барабан. На головному фасаді накладний портик. Вікна обігнуті звичайними одвірками.
Особливу величність храму надавали 12 колон (дві на вході та 10 в середині), які символізували «12-й рік».
Спочатку церква мала вигляд звичайного будинку — не було ні куполу, ні дзвіниці.